# Кредитная акула (фильм)
«Кредитная акула» (англ. Loan Shark) — фильм нуар режиссёра Сеймура Фридмана, который вышел на экраны в 1952 году.
Фильм рассказывает о бывшем заключённом Джо Гаргане (Джордж Рафт), который устраивается на шинный завод, где орудует банда кредитных акул, принимающих незаконные ставки на тотализаторе и кредитующих рабочих под грабительские проценты. После того, как силовики банды убивают мужа его сестры, Джо внедряется в банду, в итоге разоблачая всех её главарей.
Фильм подвергся критике за слабый сценарий и невыразительную режиссуру, вместе с тем, операторская работа и игра Рафта в главной роли были оценены достаточно высоко.

## Сюжет
На шинном заводе «Дельта» генеральный менеджер Ф. Л. Ренник (Чарльз Мередит) обсуждает с лейтенантом полиции Уайтом (Харлан Уорд) ситуацию с участившимися случаями избиений рабочих, которые связаны с деятельностью на территории завода так называемых кредитных акул во главе с Лу Донелли (Пол Стюарт). Члены этой преступной организации втягивают рабочих в игру на подпольном тотализаторе или просто дают деньги в краткосрочный кредит под очень высокие проценты, а тех, кто затем не может вовремя расплатиться, запугивают и избивают, силой выбивая долги. Ренника беспокоит эта ситуация, так как из-за участившихся травм он теряет хороших рабочих, что негативно влияет на производительность завода. На разговор приглашают также Чарли Томпсона (Рассел Джонсон), начальника цеха, в котором работал последний из избитых рабочих. После совещания Томпсон возвращается в цех, где рабочие во главе с Эдом Хейнсом (Уильям Фиппс) обсуждают ту же проблему, предполагая, что кто-то из сотрудников завода работает непосредственно на кредитных акул. При этом некоторые рабочие во главе с Эдом полагают, что надо организованно выступить против кредитных акул, а другие придерживаются мнения, что надо просто вовремя платить и проблем не будет.
Тем же вечером дома у Марты «Марти» Хейнс (Хелен Весткотт) появляется её брат, бывший боксёр Джо Гарган (Джордж Рафт), освободившийся после трёхлетнего тюремного заключения за удар в драке человека, который после этого умер. Марта тепло принимает брата, зная, что произошедшее с ним было результатом несчастного случая, и он ни в чём не виноват. В свою очередь Джо интересуется у сестры, как у неё дела с Эдом, за которого та вышла замуж в его отсутствие. В этот момент в квартиру заходит молодая красивая соседка снизу Энн Нельсон (Дороти Харт), которую Марта представляет как «практически члена семьи». Энн, которая работает секретарём в офисе Ренника, сообщает, что договорилась со своим боссом о том, что он завтра примет Джо по поводу его трудоустройства на заводе. Джо заворожён красотой Энн, и не хочет её отпускать. Когда некоторое время спустя Джо садится выпить кофе с Эдом, который только что вернулся в работы, они вдруг слышат страшный крик из соседней квартиры. Прибежав на шум, они видят рабочего Стива Касмера (Роберт Байс), которого избили коллекторы. Эд говорит, что это дело рук кредитных акул, у которых половина завода на крючке. Он предлагает собрать группу ребят, которая дала бы отпор кредитным акулам, однако Джо не верит в эту затею, рекомендуя держаться от кредитных акул подальше. Вечером Джо возвращается после прогулки домой, встречая на пороге дома Энн. Они мило болтают, после чего Энн приглашает Джо зайти к себе выпить кофе. Джо пытается поцеловать Энн, однако она отталкивает его. Выйдя из её квартиры, Джо видит, как к ней заходит мужчина, которого Энн называет Пол (Генри Слейт).
На следующее утро, ожидая в приёмной разговора с Ренником, Пол просит у Энн прощения за свой вчерашний поступок, говоря, что никогда не пристаёт к замужним женщинам. Однако Энн отвечает, что Пол — её брат, и он тоже работает на заводе. Во время последующего разговора в кабинете Ренника, где также присутствует глава профсоюзной организации, генеральный менеджер предлагает Джо необычную работу — он хочет, чтобы тот тайно внедрился в сеть кредитных акул и выяснил, кто ей управляет, чтобы затем уничтожить всю эту организацию. Джо отказывается от этого предложения, заявляя, что ищет простую, честную работу, которая не связана с криминалом. Тем временем в цехе Эд собирает группу из десяти человек, которая намерена бороться с бандой кредитных акул. При этом, по словам Эда, собранная им информация свидетельствует о том, что Томпсон активно принимает ставки у многих рабочих на заводе, а значит может работать непосредственно на кредитных акул. Присутствовавший на собрании Томпсон вскоре звонит кому-то по телефону. Вечером, когда Джо рассказывает Марте о том, что хочет жить тихой, спокойной жизнью и потому собирается уехать, раздаётся звонок, сообщающий Марти, что Эда убили. Утром Джо направляется к Реннику, заявляя ему, что сам найдёт убийцу Эда, при этом просит, чтобы о его расследовании знали только они двое. Ренник устраивает Джо на работу в отдел, который доставляет сырьё в различные цеха, с тем, чтобы у Джо была возможность пообщаться со многими рабочими на заводе, и в течение нескольких недель Джо устанавливает необходимые связи с людьми. Чтобы выйти на преступников, Джо делает вид, что его не интересует убийство Эда, и через Томпсона сам начинает делать ставки на скачках. После нескольких неудачных ставок Джо беседует с рабочими в кафе, когда к нему подходит Томпсон. Ссылаясь на нехватку денег, Джо просит Томпсона помочь ему с кредитом, после чего тот отводит Джо в тайный кабинет, где Донелли ведёт денежные дела. По просьбе Джо он даёт ему в кредит 50 долларов, требуя выплачивать проценты в размере 5 долларов еженедельно. Тем же вечером Джо приглашает Энн в ресторан, где она, увидев у него деньги, просит не брать взаймы у кредитных акул.
Несмотря на предупреждения Пола, Джо продолжает делать ставки. Дома Пол и Энн опасаются за будущее Джо, который уже попал в долговую зависимость от кредитных акул. Вскоре Донелли вызывает Джо к себе, требуя, чтобы тот немедленно оплатил уже просроченные долги, однако Джо разворачивается и уходит. Тем же вечером Джо приглашает Энн на загородную прогулку, где они купаются и отдыхают у костра. Между ними складываются романтические отношения, они говорят о любви, обнимают и целуют друг друга. По возвращении домой Энн поднимается в квартиру, а Джо отправляется поставить машину в гараж. Там на него набрасывается один из силовиков кредитных акул, однако в драке Джо расправляется с ним и уходит. Дома Энн замечает, что у Джо разбита рука, и догадывается, что к нему приходили коллекторы кредитных акул. Энн говорит, что ей страшно из-за его проблем. Утром Донелли приезжает к дому Джо, приглашая его на разговор в ресторан. Там Донелли и некто по имени Винс Филипс (Джон Хойт) делают ему предложение стать коллектором для кредитных акул. Выяснив, что Джо зарабатывает 50 долларов в неделю, они сразу предлагают ему простить долг и платить 150, а позднее и 200 долларов в неделю без налогов. После того, как Джо уходит, взяв время на размышление, Донелли говорит, что сомневается в нём, однако Винс убеждён, что такой человек, как Джо сделает за деньги всё, что угодно. Ночью Джо тайно встречается с Ренником, сообщая, что внедрился в банду, однако требуется время, чтобы выйти на главаря. Вскоре рабочие видят, что Донелли начал принимать должников вместе с Джо, который сидит рядом с ним, понимая, что Джо теперь работает на кредитных акул. Донелли рассказывает Джо, что деятельность их компании уже охватила двадцать заводов, однако отказывается назвать главаря их организации. Некоторое время спустя Донелли привозит Джо в одно из неприметных промышленных зданий, где развёрнута работа преступного синдиката. Там он знакомит Джо с главным бухгалтером Уолтером Карром (Лоренс Бобкин), а также представляет ему Винса Филипса как босса всей организации. Винс рассказывает, что их организация зарабатывает тысячи неучтённых долларов в неделю, занимаясь не только букмекерством и кредитованием, но также выполняя функции коллекторского агентства для других компаний и отмыванием денег для автоугонщиков. Джо говорит, что хотел бы не просто возглавлять группу коллекторов, но возглавить собственный проект, в частности, вовлечь в кредитные схемы домохозяек. Когда Винс говорит, что ему нравится идея, и он обещает решить вопрос, Джо понимает, что Винс не главный босс в этой компании. Дома Марта просит Джо порвать все связи с кредитными акулами, а когда он отказывается, заявляет, что переезжает жить к Энн.
За непродолжительное время Джо на деньги банды открывает собственную фабрику-прачечную, курьеры которой одновременно предлагают краткосрочные кредиты домохозяйкам. Так как многим женщинам часто срочно нужны деньги, или они хотят скрыть какие-то покупки от мужей, бизнес быстро набирает обороты. Джо становится директором предприятия с окладом в 300 долларов неделю. Когда проект Джо начинает приносить стабильный доход, он встречается с Винсом, заявляя, что хочет стать партнёром с долей в 25 %. Винс предлагает ему 5 %, однако Джо отказывается, и тогда Винс откладывает разговор, заявляя, что сообщит о решении позже. После ухода Винса, Джо незаметно следует за ним, однако теряет его след, когда на парковке Винс меняет машины. Тем временем Донелли от прачечной наблюдает за Джо, выясняя, что тот следит за Винсом. Джо приходит в квартиру Энн, желая поговорить с сестрой, однако появившиеся вскоре Энн и Пол выгоняют его. При очередной встрече Винс сообщает Джо, что тот теперь будет иметь долю в 10 %, после чего Джо подслушивает разговор Винса и Донелли, понимая, что Эда убил Томпсон по приказу Донелли. Ночью на тайной встрече Джо сообщает об этом Реннику, при этом заявляя, что имя главаря всей банды ему пока выяснить не удалось. Джо жалуется, что ему противно грабить домохозяек, и потому хочет закончить дело как можно скорее. Тем временем, Донелли, который сомневается в Джо, рассказывает Винсу о слежке за ним, после чего предлагает устроить Джо настоящую проверку. В частности, он предлагает послать Джо разобраться с Полом, который стал серьёзной помехой их работе на заводе.
Вечером Джо и Донелли поджидают возвращения Пола домой. Когда тот появляется в компании Марты и Энн, Донелли держит женщин, Джо тем временем несколько раз сильно бьёт Пола. Вернувшись домой женщины плачут, а Пол обещает отомстить Джо и позвонить в полицию, однако Марта упрашивает не делать этого, так как Джо сразу же снова посадят в тюрьму. Марта и Энн не верят в то, что Джо мог так измениться. На следующий день Марта приходит к Джо на работу, чтобы поговорить с ним. Донелли, который в этот момент находится в кабинете Джо, выходит, незаметно включив внутреннюю связь, чтобы подслушать их разговор из приёмной. Джо интересуется у сестры, как себя чувствует Пол, после чего говорит, что не мог поступить иначе. Возмущённая Марта называет брата вором и прогнившим зверем, который угодит в тюрьму, после чего выбегает из кабинета. После её ухода Джо звонит Реннику, сообщая, что сегодня сделает всё возможное, чтобы дойти до верха организации, и в этот момент в кабинете появляется Донелли с пистолетом в руке. Он отводит Джо в пустой цех, намереваясь там с ним расправиться. Однако Джо удаётся погасить свет и спрятаться за чанами с горячей водой, а затем включить кран, который сбивает Донелли с ног. Затем Джо бросает Донелли в чан с кипятком и закрывает крышку, после чего забирает его пистолет и направляется к Винсу. У Винса дома Джо рассказывает, что полиции стало известно о том, что он избил Пола, и теперь ему грозит арест и тюрьма. Потому он хочет выйти из дела и уехать из города навсегда. Однако перед этим Джо хочет продать свою долю в бизнесе за 50 тысяч долларов наличными. Когда Винс пытается возражать, Джо заявляет, что все эти месяцы тайно вёл свою бухгалтерию деятельности банды, и если Винс откажется от его предложения, то эти материалы окажутся в полиции. Винс соглашается на условия Джо, однако заявляет, что у него нет таких денег. Наставив на него пистолет, Джо требует, чтобы Винс отвёз его к боссу. Винс привозит Джо в здание театра, где расположен офис босса, которым оказывается Карр. Делая вид, что согласен заплатить, Карр подходит к сейфу, повернувшись к Джо спиной, после чего неожиданно разворачивается и стреляет. Джо убегает вниз по лестнице, за ним бросаются Винс и Карр, продолжая вести огонь. Наконец, Джо вбегает в зрительный зал, где прячется среди рядов партера. Карр и Винс продолжают охоту на Джо, однако ему удаётся по очереди застрелить сначала Винса, а затем и Карра. В полицейском участке лейтенант и Ренник благодарят Джо за то, что он уничтожил банду. К Джо подходит Энн, которая обнимает и целует его, и они удаляются вместе.

## В ролях
- Джордж Рафт — Джо Гарган
- Дороти Харт — Энн Нельсон
- Пол Стюарт — Лу Донелли
- Джон Хойт — Винс Филлипс
- Хелен Весткотт — Марта Гарган Хейнс
- Генри Слейт — Пол Нельсон
- Расселл Джонсон — Чарли Томпсон
- Дин Марджа — Айви
- Бенни Бейкер — Табби
- Лоренс Добкин — Уолтер Керр

### В титрах не указаны
- Чарльз Мередит — Ф. Л. Ренник
- Роберт Карнс — лейтенант полиции
- Уильям Фиппс — Эд Хейнс
- Харлан Уорд — лейтенант полиции Уайт
- Росс Эллиотт — Норм, бандит в прачечной
- Вирджиния Кэрролл — Нетта Касмер

## Создатели фильма и исполнители главных ролей
Режиссёр Сеймур Фридман поставил свои лучшие фильмы на рубеже 1940—1950-х годов, среди них криминальные мелодрамы «Схваченный Бостонским Блэки» (1948), «Китайское приключение Бостонского Блэки» (1949), «Китайский квартал в полночь» (1951), «Дневник криминального доктора» (1949), «Таможенный агент» (1950) и «Криминальный адвокат» (1951).
Джордж Рафт прославился в 1930-е годы как звезда криминальных мелодрам студии Warner Bros, таких как «Стеклянный ключ» (1935), «Ты и я» (1938), «Каждое утро я умираю» (1939), «Невидимые полосы» (1939) и «Они ехали ночью» (1940). В 1940-е годы Рафт несколько снизил профиль, играя главные роли в фильмах нуар категории В, таких как «Джонни Эйнджел» (1945), «Ноктюрн» (1946), «Уличная гонка» (1948), «Джонни Аллегро» (1949), «Красный свет» (1949) и других.
Дороти Харт сыграла свои лучшие роли в фильмах нуар «Обнажённый город» (1948), «Кража» (1948), «История Молли Х» (1949), «Поддержка» (1949) и «Я был коммунистом для ФБР» (1951).
После появления в драме Орсона Уэллса «Гражданин Кейн» (1941) Пол Стюарт сделал успешную карьеру в кино, часто играя бандитов и гангстеров. Среди заметных картин с его участием были «Джонни Игер» (1941), «Окно» (1949), «Чемпион» (1949), «Край гибели» (1950), «Свидание с опасностью» (1951) и «Криминальная полоса в прессе США» (1952).

## История создания фильма
Как отметил Хэл Эриксон, «Кредитная акула» стала одним из нескольких независимо произведённых фильмов, которые Джордж Рафт сделал в начале 1950-х годов. Гонорар Рафта за эту картину составил 25 тысяч долларов плюс 25 процентов от прибыли.
По информации историка кино Эверета Аакера, главную женскую роль должна была играть Гэйл Расселл, однако она не смогла приступить к работе из-за личных проблем, а в «Голливуд Репортер» от октября 1951 года сообщалось, что партнёршу Рафта сыграет Мара Линн.
Хотя «Голливуд Репортер» в октябре 1951 года сообщил, что картина будет сниматься в студиях Motion Picture Center, в действительности она снималась на студии RKO Pathé Studio.
Производство фильма осуществила компания Encore Productions, а за его дистрибуцию отвечала компания Lippert Pictures. Как сообщал «Голливуд Репортер» в октябре 1953 года, режиссёр Сеймур Фридман подал иск против Липперта, Бернарда Любера, Lippert Productions, Lippert Pictures и Encore Productions по поводу 5000 долларов зарплаты, а также 5 процентов прибыли от проката фильма, которые ему остались должны продюсеры. Результат иска неизвестен.

## Оценка фильма критикой

### Общая оценка фильма
После выхода фильма на экраны кинообозреватель «Нью-Йорк Таймс» Говард Томпсон не нашёл в нём «ничего потрясающего», назвав «стандартной продукцией, рассказывающей знакомую историю о суровом бывшем заключённом, который мстит за убийство родственника, вступая в безжалостный криминальный синдикат и разбивая его». По словам критика, «благодаря его краткости этот низкобюджетный фильм не особенно тяжело принять. Он не представляет собой ничего особенного, но мог бы быть намного хуже».
Современный историк кино Спенсер Селби отметил, что фильм рассказывает историю «бывшего заключённого, который мстит за смерть зятя, внедряясь в преступный кредитный бизнес». Боб Порфирио назвал картину «низкобюджетной попыткой заработать на успехе таких фильмов как „Насаждающий закон“ (1951), которая заслуживает внимания главным образом благодаря игре Пола Стюарта и Джона Хойта, а также живой операторской работе». Крейг Батлер полагает, что «это средний маленький гангстерский фильм категории В, но довольно приятный. Это не фильм нуар, хотя выразительная операторская работа может легко заставить вас поверить в это». По мнению Майкла Кини, «эта низкобюджетная криминальная драма так и не отрывается от земли, несмотря на присутствие таких нуаровых ветеранов, как Рафт, Стюарт и Хойт», а Деннис Шварц охарактеризовал картину как «безжизненный триллер о бывшем заключённом, который пытается уничтожить жестокий бизнес криминального кредитования».

### Оценка работы режиссёра и творческой группы
По мнению Томпсона из «Нью-Йорк Таймс», «сценарий Юджина Линга и Мартина Рэкина не только обеспечивает актёрам возможности для стремительного обмена репликами, но и нагнетает достаточную степень напряжённости, особенно, ближе к кульминации, когда мистер Рафт и главный преступник вступают в перестрелку в пустом театре». Вместе с тем, «трудно поверить как в непоколебимый успех героя, так и в практически открытую деятельность синдиката без малейшего намёка на то, что им займётся полиция». Что же касается режиссёра Сеймура Фридмана, то ему «удаётся поддерживать ход событий в правильном темпе».
Крейг Батлер полагает, что в «сценарий проходит через некоторые порядком изношенные ситуации», и в нём «нет ничего особенно изобретательного». Кроме того, «очевидно, что сценаристы, когда им это нужно, легко отбрасывают в сторону логику или отказываются объяснить вещи, которые выглядят почти совершенно нереальными». По мнению Батлера, «это очевидные провалы, но режиссёр Сеймур Фридман берёт эти лимоны и делает пресловутый лимонад: вместо того, чтобы исправить эти проблемы, он пытается утопить их в бочке событий, так чтобы никто ничего не заметил. В результате фильм идёт в быстром и ровном темпе». Деннис Шварц пришёл к заключению, что «глупый и слащавый актёрский текст, ужасный сюжет и безыскусная постановка Фридмана превращает эту историю, в которую трудно поверить, в полное фиаско». По мнению Шварца, «этот низкобюджетный криминальный триллер вкладывает весь свой экшн в сцену финальной перестрелки в тёмном театре, однако и она сморится пресно». Фильму нечего сказать ни о преступности, ни о рабочих, и создаётся впечатление, что у создателей фильма «просто не достаточно для этого мозгов».
По мнению Боба Порфирио, картину «отличает главным образом довольно живая операторская работа». В частности, сцена «жестокого противостояния между Донелли и Джо на фабрике-прачечной полна впечатляющих, пугающих теней, когда Джо берёт верх над гангстером и бросает его в один из кипящих чанов, где тот сваривается заживо». Хэл Эриксон также считает, что «одним из самых привлекательных аспектов фильма является лишённая излишеств операторская работа Джозефа Байрока, который впоследствии обратился к более величественным проектам таким, как „Вздымающийся ад“ (1974)».

### Оценка актёрской игры
Как отметил Говард Томпсон, в картине выделяется «несокрушимый Джордж Рафт, который снова в криминальном седле, на этот раз — на стороне закона и порядка… Скрытная учтивость Рафта, как всегда, при нём, а Пол Стюарт, Хелен Весткотт, Джон Хойт и Генри Слейт по обе стороны закона, каждый вносит свой значимый вклад». Батлер отмечает, что «на пользу фильму служит то обстоятельство, что в качестве звезды выступает Джордж Рафт. Рафт мог бы легко сыграть такую роль и во сне, и хотя она для него не является чем-то особенным, он справляется хорошо и придаёт фильму необходимую звёздную мощь». Деннис Шварц также считает, что «фильм можно смотреть только потому, что Джордж Рафт пытается вдохнуть в него немного голливудской звёздной мощи». С другой стороны, Майкл Кини полагает, что «к сожалению, от харизмы Рафта сохранилось не так много, чтобы спасти фильм. Рафту в то время был 51 год, и он уже не мог играть тех энергичных крутых парней и любовников, которых играл ранее. Но бывший танцор по-прежнему выглядел довольно хорошо в обязательной для себя танцевальной сцене с Харт, с которой у него по ходу действия развивается роман».